# Chandrayaan-1
Chandrayaan-1 (sanskryt चंद्रयान-1, dosłownie „księżycowy statek–1”) – pierwsza indyjska sonda kosmiczna i sztuczny satelita Księżyca. Sonda składała się z orbitera i niewielkiego lądownika (impaktora), który uderzył w powierzchnię Księżyca.
Całkowity koszt misji szacowany jest na 80-100 mln USD.

## Cele misji
- Przeprowadzenie obserwacji powierzchni Księżyca w zakresie promieniowania widzialnego, bliskiej podczerwieni i promieniowania rentgenowskiego o niskiej i wysokiej energii.
- Wykonanie trójwymiarowej mapy powierzchni Księżyca o rozdzielczości 5–10 m.
- Wykonanie map rozmieszczenia pierwiastków chemicznych i minerałów na Księżycu:
  - określenie rozmieszczenia magnezu, glinu, krzemu, wapnia, żelaza i tytanu z rozdzielczością 20 km;
  - określenie rozmieszczenia radonu, uranu i toru z rozdzielczością 40 km;
  - poszukiwanie izotopu ³He
  - poszukiwanie złóż lodu wodnego.
- Zebranie doświadczenia niezbędnego do przeprowadzenia misji księżycowych, w tym w operowaniu sondą księżycową, jej instrumentami naukowymi, rakietą nośną, systemem łączności kosmicznej dalekiego zasięgu i pozostałą infrastrukturą naziemną misji.

## Konstrukcja sondy
Sonda zbudowana została w oparciu o konstrukcję satelity meteorologicznego Kalpansat. Kadłub ma kształt sześcianu o długości boku 1,5 m. Do boku statku przymocowany jest pojedynczy panel baterii słonecznych o wymiarach 2,15 × 1,8 m dostarczający energii o mocy około 750 W. Ładuje on akumulatory litowo-jonowe o pojemności 36 Ah. Łączność z Ziemią w paśmie X zapewniała antena główna o średnicy 0,7 m. Sonda zaopatrzona jest w silnik główny o ciągu 440 N i zestaw 8 silników kontroli położenia o ciągu 22 N. Sonda jest stabilizowana trójosiowo. Na szczycie statku, do momentu jego uwolnienia, znajdował się lądownik (Moon Impact Probe) o masie około 35 kg i wymiarach 37,5 cm × 37,5 cm × 47,0 cm, zaopatrzony w niewielki silnik hamujący. Całkowita masa startowa sondy wynosiła 1380 kg, a po dotarciu na orbitę wokół Księżyca spadła do 675 kg.

### Instrumenty naukowe
- Terrain Mapping Camera (TMC) — panchromatyczna kamera stereoskopowa o rozdzielczości 5 m; obserwacje w zakresie długości fal 0,5–0,85 μm
- Hyper-Spectral Imager (HySI) — hiperspektralna kamera obrazująca wykonująca mapy mineralogiczne; obserwacje w zakresie długości fal 0,4–0,92 μm
- Infrared Spectrometer (SIR-2) — spektrometr podczerwieni wykonujący mapy mineralogiczne; obserwacje w zakresie długości fali 0,93–2,4 μm
- Moon Mineralogy Mapper (M3) — spektrometr obrazujący wykonujący mapy mineralogiczne; obserwacje w zakresie długości fali 0,43–3,0 μm z maksymalną rozdzielczością spektralną 10 nm
- Lunar Laser Ranging Instrument (LLRI) — wysokościomierz laserowy o dokładności pomiarów wysokości terenu wynoszącej 10 m
- High Energy X-ray Spectrometer (HEX) — spektrometr promieniowania rentgenowskiego o wysokiej energii i promieniowania gamma mierzący zawartość ciężkich izotopów pierwiastków chemicznych; obserwacje w zakresie energii fal 20–250 keV
- Chandrayaan-1 X-ray Spectrometer (C1XS) — spektrometr rentgenowski mierzący zawartość Mg, Al, Si, Ca, Fe i Ti; obserwacje w zakresie energii 1,0–10 keV
- Solar X-ray Monitor (SXM) — spektrometr słonecznego promieniowania rentgenowskiego służący do kalibracji pomiarów spektrometru C1XS; obserwacje w zakresie energii 1–20 keV
- Miniature Synthetic Aperture Radar (Mini-SAR) — radar obrazujący z aperturą syntetyczną; służył do poszukiwania depozytów lodu wodnego na dnie wiecznie zacienionych kraterów
- Sub Kev Atom Reflecting Analyser (SARA) — analizator neutralnych atomów i monitor wiatru słonecznego; obserwacja wybitych z powierzchni Księżyca atomów neutralnych i anomalii magnetycznych
- Radiation Dose Monitor (RADOM-7) — monitor promieniowania; służył do określenia dawek promieniowania jonizującego w otoczeniu Księżyca

Moon Impact Probe (MIP) — lądownik – impaktor wyposażono w dodatkowe trzy instrumenty:
- wysokościomierz radarowy
- kamerę
- spektrometr masowy dokonujący pomiarów śladowej atmosfery księżycowej

Aparatura naukowa sondy powstała we współpracy międzynarodowej. Instrumenty TMC, HySI, LLRI, HEX i Moon Impact Probe powstały w Indiach. SIR-2, CIXS, SXM i SARA dostarczyła ESA (SIR-2, CIXS i SXM są kopią instrumentów, które odbyły lot na pokładzie europejskiej sondy SMART-1). Mini-SAR i M3 zostały dostarczone przez NASA. Instrument RADOM-7 zbudowała Bułgarska Akademia Nauk.

## Przebieg misji
Po wyniesieniu z kosmodromu Sriharikota, 22 października 2008, sonda została wprowadzona początkowo na orbitę o perygeum wynoszącym 255 km, apogeum 22 860 km i nachyleniu 17,9°. W następnych dniach kilkakrotnie podniesione zostało apogeum orbity, aż do wejścia na wstępną orbitę eliptyczną wokół Księżyca.
23 października 2008 r. o godz. 03:30 UTC sonda wykonała pierwszy manewr podniesienia orbity, który zmienił jej parametry na 305 km × 37 900 km.
25 października o godz. 00:18 UTC orbita sondy została podniesiona do wysokości 336 km × 74 715 km.
26 października o godz. 01:38 UTC sonda wykonała manewr, po którym osiągnęła orbitę o parametrach 348 km × 164 600 km.
29 października o godz. 02:08 UTC orbita sondy została podniesiona do wysokości 465 km × 267 000 km.
3 listopada o godz. 23:26 UTC sonda została wprowadzona na trajektorię transferową do Księżyca, o apogeum wynoszącym około 380 000 km.
8 listopada o godz. 11:21 UTC sonda wykonała manewr wejścia na wstępną orbitę okołoksiężycową o peryselenium wynoszącym 504 km, aposelenium 7502 km i okresie obiegu około 11 h.
9 listopada o godz. 14:33 UTC peryselenium sondy zostało obniżone do 200 km, aposelenium pozostało na wysokości 7502 km, okres obiegu ok. 10,5 h.
10 listopada, o  godz. 16:28 UTC, orbita sondy została obniżona do wysokości 187 km × 255 km.
11 listopada, o godz. 13:00 UTC, orbita sondy została obniżona do wysokości 101 km × 255 km.
12 listopada, o godz. 13:03 UTC, sonda wykonała manewr, po którym osiągnęła orbitę roboczą o parametrach 102 km × 103 km.
14 listopada, o godz. 14:36 UTC, od głównego statku odłączył się impaktor MIP, który po odpaleniu własnego silnika hamującego wszedł na trajektorię prowadzącą, po około 25 minutach samodzielnego lotu, do jego rozbicia o powierzchnię Księżyca. W trakcie opadania MIP pomiary wykonywane przez jego instrumenty, w tym fotografie powierzchni, były przekazywane na pokład Chandrayaan-1. Uderzenie w powierzchnię nastąpiło o godz. 15:01 UTC, w okolicach krateru Shackleton, w pobliżu południowego bieguna Księżyca.
Po wejściu na orbitę wokółksiężycową doszło do problemów z kontrolą termoregulacji sondy. W styczniu 2009 r. temperatura w jej wnętrzu wzrosła do 80 °C, przy temperaturze optymalnej dla urządzeń elektronicznych wynoszącej od 0 do 40 °C. 26 kwietnia 2009 r. awarii uległ szukacz gwiazd będący częścią systemu kontroli orientacji położenia sondy. Jego funkcję przejęły żyroskopy i mechanizm naprowadzania anteny. Awarii uległ także jeden z komputerów pokładowych (Bus Management Unit), który został zastąpiony przez urządzenie zapasowe.
19 maja 2009 r. orbita sondy została podwyższona do wysokości 200 km nad powierzchnią Księżyca.
20 sierpnia Chandrayaan-1 wykonał wspólny eksperyment z amerykańską sondą Lunar Reconnaissance Orbiter (LRO). Radar Mini-SAR na pokładzie sondy Chandrayaan-1 posłużył do wysłania sygnałów radarowych do wnętrza stale zacienionego krateru Erlanger w okolicy północnego bieguna Księżyca. Odbite od jego powierzchni fale miały być jednocześnie odbierane przez radar na pokładzie LRO. Eksperyment zakończył się jednak niepowodzeniem z powodu problemów z utrzymaniem właściwej orientacji sondy Chandrayaan-1.
28 sierpnia 2009 r. o godz. 20:00 UTC kontakt radiowy z sondą Chandrayaan-1 został nagle utracony. Ogłoszono zakończenie misji. W 2016 roku nieczynna sonda została zaobserwowana przez radioteleskop Obserwatorium Goldstone. W dalszym ciągu krążyła po orbicie biegunowej wokół Księżyca.
Chandrayaan-1 funkcjonował na orbicie wokół Księżyca przez 293 dni, więc mniej niż połowę czasu misji, mającej trwać dwa lata. Sonda wykonała ponad 70 000 zdjęć oraz zebrała dane o zawartości minerałów i pierwiastków chemicznych na powierzchni Księżyca. Kamery TMC i HySI objęły obserwacjami około 70%, natomiast spektrometr M3 ponad 95% powierzchni Księżyca. 25 września 2009 r. w czasopiśmie Science zostało ogłoszone odkrycie przez instrument M3 linii absorpcyjnych na powierzchni Księżyca w zakresie 2,8–3,0 µm, charakterystycznych dla cząsteczek wody i grupy hydroksylowej.